# 哈拉霍夫

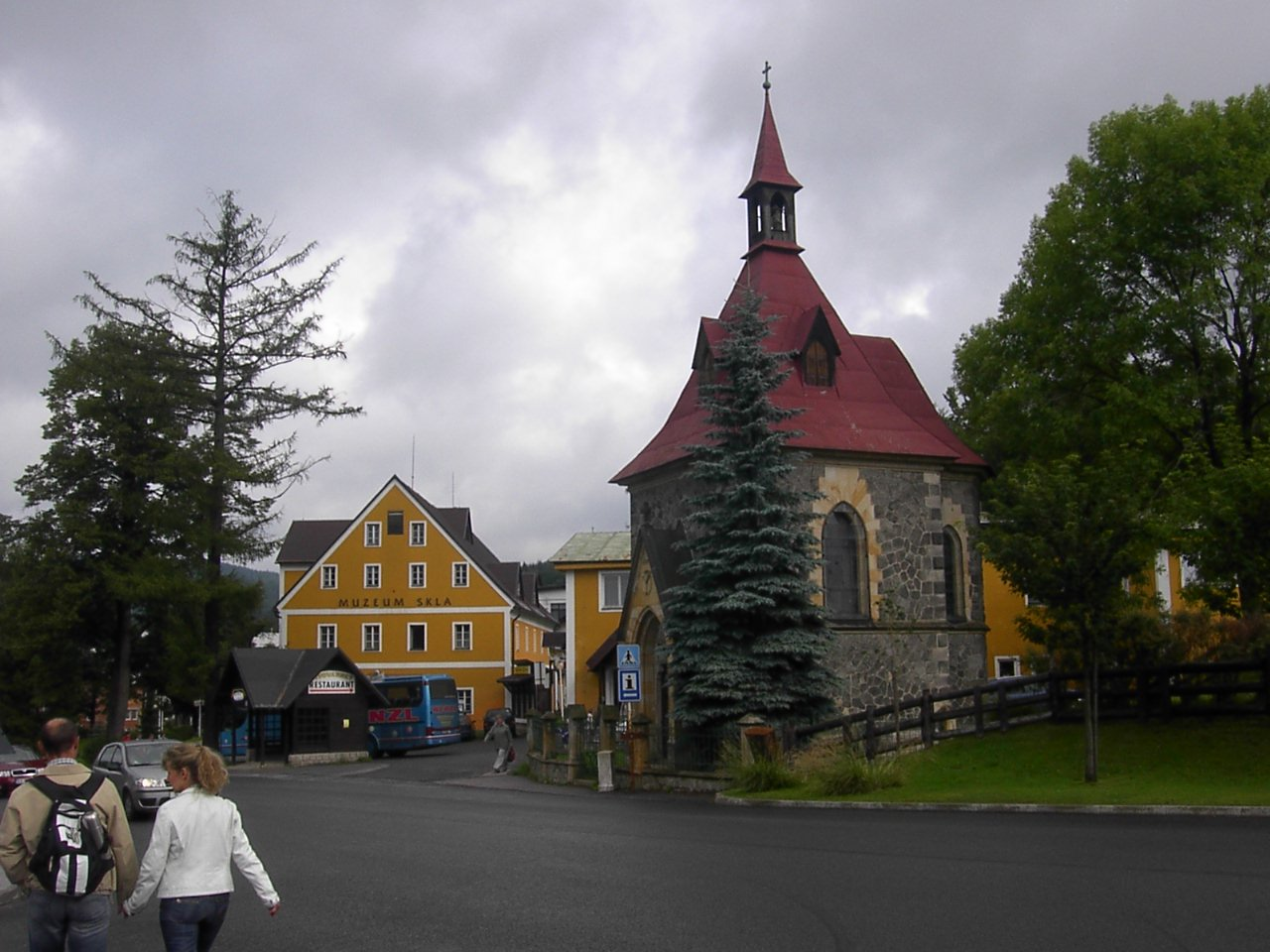

哈拉霍夫是捷克的城鎮，位於該國北部，毗鄰與波蘭接壤的邊境，由利貝雷茨州負責管轄，始建於十七世紀，面積36.63平方公里，海拔高度665米，2006年人口1,696。

## 外部連結
- Official website（页面存档备份，存于）
- Map depicting the territory exchange between Czechoslovakia and Poland
- Map railway（页面存档备份，存于）
- Official Tourists portal of Harrachov town（页面存档备份，存于）